# Grandrupt-de-Bains
Grandrupt-de-Bains är en kommun i departementet Vosges i regionen Grand Est (tidigare regionen Lorraine) i nordöstra Frankrike. Kommunen ligger i kantonen Bains-les-Bains som tillhör arrondissementet Épinal. År 2022 hade Grandrupt-de-Bains 70 invånare.

## Befolkningsutveckling
Antalet invånare i kommunen Grandrupt-de-Bains
| Referens: INSEE |